# 구혼 작전
《구혼 작전》(영어: Coming to America) 혹은 에디 머피의 구혼 작전은 미국에서 제작된 존 랜디스 감독의 1988년 로맨틱 코미디 영화이다. 에디 머피가 원안을 쓰고 주연을 맡고, 조지 폴지 주니어 등이 제작에 참여하였다.
1988년도 미국 내 전체 흥행 2위를 차지하였다. 오늘날까지도 흑인 배우들이 주요 출연진으로 등장한 영화들 가운데 가장 높은 수익을 거둔 영화들 중 하나로 남아 있으며, 컬트 영화화되었다.
1989년 동명의 파생 텔레비전 시리즈(Coming to America)를 위한 파일럿 에피소드가 만들어졌으나 방송사에 채택되지 못했다.
2021년 속편 《커밍 2 아메리카》가 공개되었다.

## 줄거리
부유한 아프리카 자문다 왕국 아킴 조퍼 왕세자는 안락한 생활에 질려 있다. 21세가 된 아킴은 부모님이 추진하는 혼인을 거부하고 자신을 있는 그대로 사랑해 줄 독립심 강한 여성을 찾아 보좌관 세미와 함께 미국 뉴욕주 퀸스로 날아와 허름한 하숙집에 머물기 시작한다. 이웃 리사 맥다월에게 반한 아킴은 리사의 아버지가 운영하는 맥도날드 짝퉁 맥다월스에 말단 직원으로 들어가는데...

## 출연진
- 에디 머피 - 아킴 조퍼 왕자(자문다 왕국 왕세자) / 랜디 왓슨(솔 가수) / 솔(유대인 이발소 손님) / 클래런스(이발소 주인) 역
- 아시니오 홀 - 세미(아킴 왕자의 개인 보좌관 겸 절친) / 브라운 목사 / 이발사 모리스 / 추녀 역
- 제임스 얼 존스 - 저피 조퍼 왕 역
- 매지 싱클레어 - 애올리온 조퍼 왕비 역
- 존 에이모스 - 클리오 맥다월(아킴의 고용주이자 리사의 아버지) 역
- 섀리 헤들리 - 리사 맥다월 역
- 폴 베이츠 - 오하(왕실 하인) 역
- 에리크 라샐 - 대릴 젱크스(리사의 남자친구) 역
- 프랭키 페이존 - 집주인 역
- 버네사 벨 캘러웨이 - 이마니 이지 역
- 루이 앤더슨 - 모리스 역
- 앨리슨 딘 - 퍼트리스 맥다월(리사의 여동생) 역
- 실라 존슨 - 하녀 역
- 제이크 스타인펠드 - 택시 운전사 역
- 캘빈 록하트 - 이지 대령(이마니의 아버지) 역
- 새뮤얼 L. 잭슨 - 무장 강도 역
- 본디 커티스홀
- 가르셀 보베
- 빅토리아 딜러드
- 루빈 산티아고허드슨
- 큐바 구딩 주니어
- 돈 어미치
- 랠프 벨러미

## 기타 제작진
- 협력 제작: 데이비드 소스나
- 미술: 리처드 맥도널드
- 의상: 데버라 너둘먼

## 리메이크
1990년 홍콩에서 저우룬파가 주연한 《행운의 별》로 리메이크되었다.